# Polyantarosor
Polyantarosor (Rosa Polyantha-gruppen), en grupp rosor med komplext ursprung men omfattar främst hybrider med japansk klätterros (R. multiflora) som korsats med kinarosor (R. Chinensis-gruppen) och terosor (R. Odorata-gruppen). Den första  sorten introducerades 1875 av Guillot i Paris och fick namnet 'Pârquerette'. Polyantarosorna blev snabbt populära och tog förstaplaceringen som de mest populära rosorna fram till 1930-talet då de ersattes av floribundarosorna som de mest odlade rosorna.
Polyantarosor är rabattrosor som blir 50–90 cm höga. Växtsättet är vanligen tätt och bladen är i regel gröna till mörkt gröna, matta till glänsande och ofta något läderartade. 
Blommorna sitter många tillsammans i stora klasar, med vanligen 20–50 blommor i varje. Doften är ofta svag eller obefintlig. De flesta sorter blommar kontinuerligt under hela säsongen.